# Трипофобия

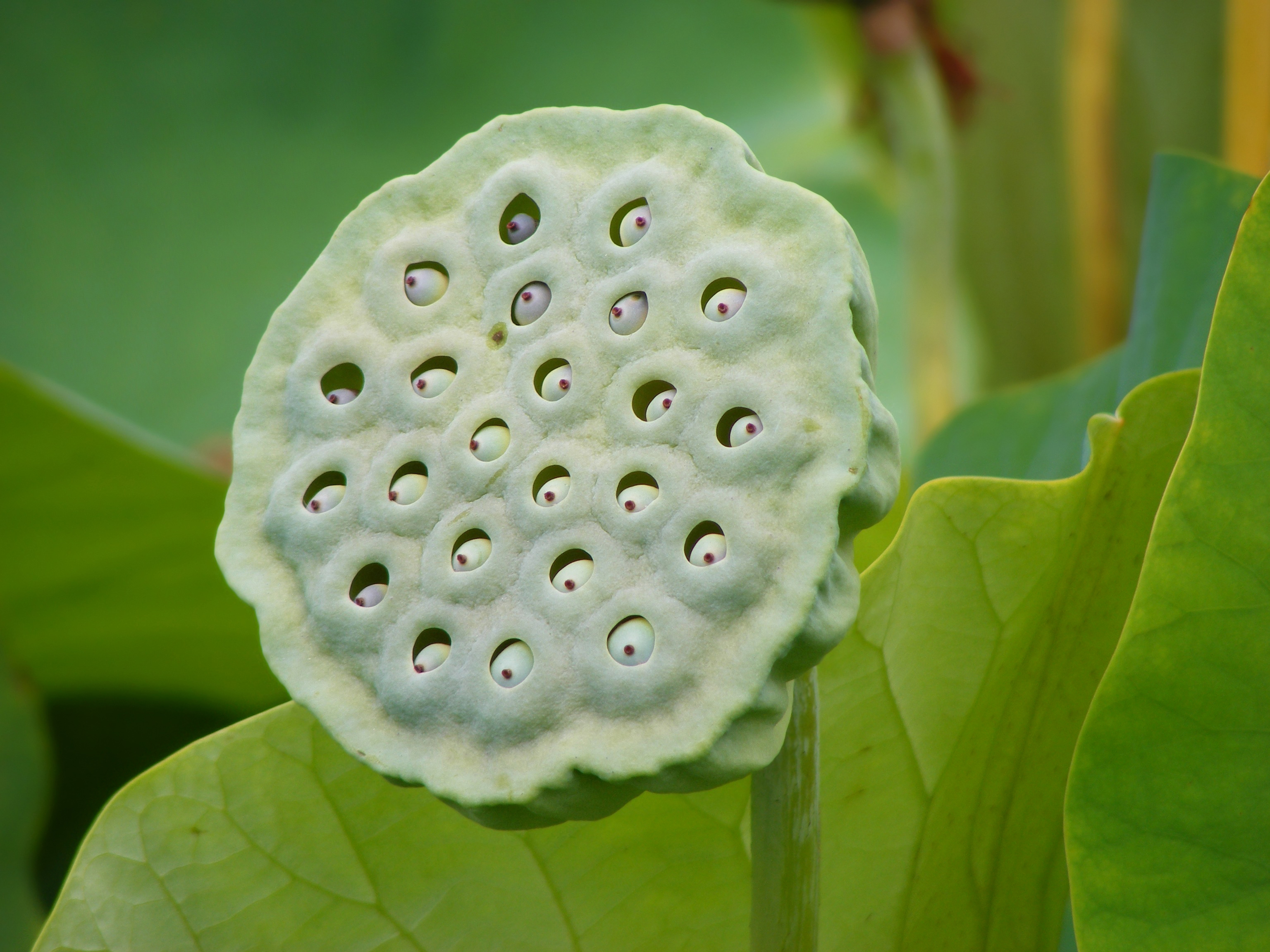
Заполненный многоорешек лотоса орехоносного

Трипофо́бия (также боя́знь кла́стерных отве́рстий) — термин был предложен в 2004 году, сочетание греческого τρυπῶ «дырявить, сверлить» и -фобия. Это страх перед кластерными отверстиями (то есть скоплениями отверстий). Скопления небольших отверстий в органических объектах, такие как плоды лотоса или пузырьки в тесте, могут провоцировать нервную дрожь, кожный зуд, тошноту и общее ощущение дискомфорта. Хотя трипофобия не признана Американской психиатрической ассоциацией и в Статистическом руководстве США по психическим расстройствам, тысячи людей в США утверждают, что они страдают от фобии, представляющей собой страх объектов с небольшими отверстиями, как правило повторяющимися (скоплениями).

## Исследования
Исследователи Арнольд Уилкинс и Джефф Коул утверждают, что первые научные исследования трипофобии показывают, что реакция скорее всего основана на биологическом отвращении, а не страхе. В статье, написанной Уилкинсом и Коулом, описывается, что реакция основана на ответе мозга ассоциациям, которые связывают формы с опасностью. В типы форм, которые вызывают данную реакцию, было включено: «кластерные отверстия в коже, мясе, дереве, растениях, кораллах, губках, плесени, сухих стручках, семенах и сотах». Наблюдая их, определённые лица, страдающие трипофобией, испытывают «мурашки по телу, дрожь, зуд, сжимание зубов, и физическое недомогание». Некоторые указанные причины этого страха в том, что отверстия кажутся «отвратительными и огромными», или страдающие боятся, что они «могут упасть в эти отверстия», или «что-то может жить внутри этих отверстий».
Используя данные и информацию с сайта Trypophobia.com, Уилкинс и Коул проанализировали примеры изображений, изучая их «люминесценцию, контраст, длину волны света» и другие компоненты, отметили, что изображения имеют «уникальные характеристики». После разговора с лицом, страдающим трипофобией, и наблюдая, как происходит подобная негативная реакция, показывая образы ядовитых животных, исследователи пришли к выводу, что эта фобия — это «бессознательная рефлекторная реакция» основанная на «примитивной части его мозга, которая связывает образ с чем-то опасным».